# 11572 Schindler
För andra betydelser, se Schindler.
11572 Schindler eller 1993 RM7 är en asteroid i huvudbältet som upptäcktes den 15 september 1993 av den belgiske astronomen Eric W. Elst vid La Silla-observatoriet. Den är uppkallad efter den tyske industrimannen Oskar Schindler.
Den tillhör asteroidgruppen Massalia.